# さくら日本切手カタログ

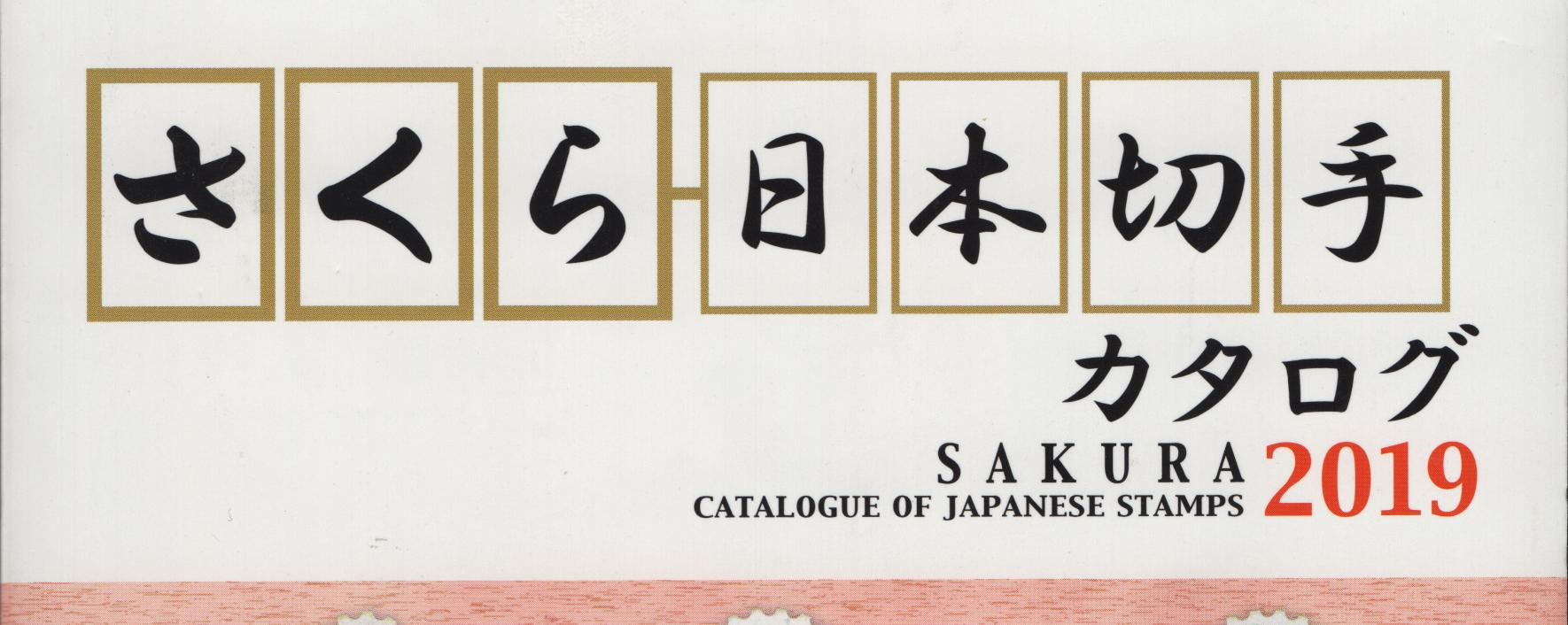

さくら日本切手カタログ（さくらにほんきってカタログ）とは、日本で最初に発行された切手から最新の切手まで全種類を、記念特殊切手、ふるさと切手、普通切手などに分類して、切手評価とデータが記載されたオールカラーのカタログである。1992年版（1991年発行）以前は『原色日本切手図鑑』の名称で刊行されていた。日本郵趣出版刊行。
ふるさと切手地方別発行リスト、カラーマークつき普通切手リスト、切手用語ミニ辞典など切手収集に便利な記事や情報も多数掲載されている。
日本郵便切手商協同組合が刊行している『日本切手カタログ』とは異なる。

## 歴史
- 1964年 - 江崎グリコの依頼で日本郵趣協会が編集した『ぼくらの世界切手カタログ 1964年版』が刊行される[1]。オールカラーで100万部が印刷された[2]。『原色日本切手図鑑（さくら日本切手カタログ）』につながる原型でもあった[2]。
- 1967年10月 - 『原色日本切手図鑑・1968』が刊行される（B6判64ページ）。世界初のオールカラーの切手カタログであった[3]。1968年版だけ特別に英文版"JAPANESE STAMP CATALOGUE ILLUSTRATED IN COLOURS"を発行した[4]。
- 1969年 - 1973年　- A5判で刊行される（1970年版-1974年版）
- 1974年 - 1978年 - ポケット版（118ミリX148ミリ）の形式で刊行される（1975年版-1979年版）
- 1979年 - 1985年 - B6判で刊行される（1980年版-1986年版）

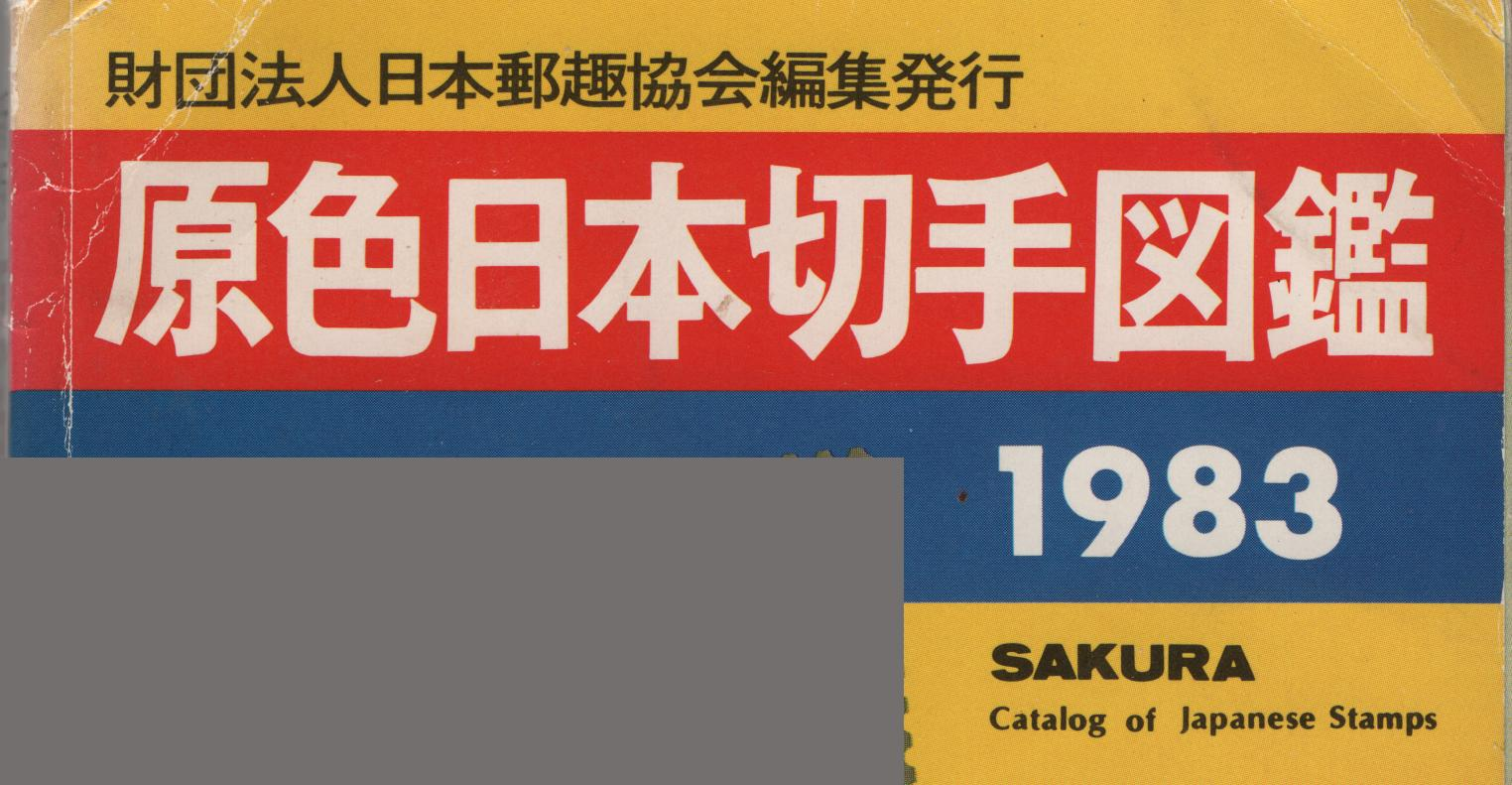

- 1986年 - A5判で刊行される（1987年版）
- 1992年 - 名称を『原色日本切手図鑑』から『さくら日本切手カタログ』に変更（1993年版）

## 掲載分野

### 掲載されている切手
記念・特殊切手文化人シリーズ、花シリーズ、鳥シリーズ、魚介シリーズ、自然保護シリーズ、特殊鳥類シリーズ、高山植物シリーズ、昆虫シリーズ、水辺の鳥シリーズ、四季の花シリーズ、観光地百選シリーズ、日本三景シリーズ、名園シリーズ、近代洋風建築シリーズ、世界遺産シリーズ、日本の民家シリーズ、国宝シリーズ、古典芸能シリーズ、昔ばなしシリーズ、相撲絵シリーズ、近代美術シリーズ、日本の歌シリーズ、伝統的工芸品シリーズ、奥の細道シリーズ、馬と文化シリーズ、歌舞伎シリーズ、わたしの愛唱歌シリーズ、年中行事シリーズ、お祭りシリーズ、SLシリーズ、船シリーズ、電気機関車シリーズ、郵便切手の歩みシリーズ、戦後50年メモリアル・シリーズ、20世紀シリーズ、江戸開府400年シリーズ、科学技術のアニメ・シリーズ、アニメ・ヒーロー・ヒロインシリーズ
ふるさと切手
普通切手竜切手、手彫切手、小判切手、菊切手、大正切手、昭和切手、新昭和切手、産業図案切手、昭和すかしなし切手、動植物国宝切手、新動植物国宝切手、平成切手、慶弔・電子郵便・グリーティング・高齢者向け・額面印字コイル切手、航空切手、切手帳
その他公園切手、年賀切手

### かつて掲載された切手
軍事・在外局切手、「満州国」切手、南方占領地切手(2013年版まで)
沖縄切手(2014年版まで)
ステーショナリー(2015年版まで)

## かつての版に存在した事実誤認
1992年版（1991年発行）までの版では、1951年発行の五重塔とダグラス DC-4が描かれた航空切手の五重塔を「法隆寺五重塔」と誤って解説していた。発行当初に出版された切手収集雑誌『郵趣』1951年10月号の記事で既にこの誤りは存在しており、1991年頃に日本郵趣協会会員の一人に指摘されるまで検証されず同カタログに転載され続けたものである。なお、同切手の五重塔は逓減がみられないが、法隆寺五重塔は逓減率が大きい。実際には特定のモデルはなく原画デザイナー・渡辺三郎のイメージで描いた架空の五重塔だった。なお、1993年版（1992年発行）からは正しい解説に修正されている（「法隆寺五重塔」を「五重塔」に変更）。